# Istituto tecnico industriale Guido Donegani
L'istituto tecnico industriale Guido Donegani è un istituto tecnico di istruzione secondaria di secondo grado di Crotone che porta il nome dell'omonimo imprenditore livornese. Costruito tra il 1920 e il 1923, è considerato il primo edificio scolastico della città.

## Storia
L'istituto venne fondato con il nome di Regio Laboratorio Scuola il 31 marzo del 1919 per iniziativa dell'avvocato Carlo Turano, inizialmente allo scopo di formare carpentieri navali, maestri d'ascia e meccanici per i cantieri dell'Ansaldo, aperti a Crotone nello stesso anno; nel 1921, però, i cantieri chiusero e la scuola fu costretta a dover riorganizzare la propria offerta formativa: cambiò allora il nome in Regia Scuola Industriale e divenne una scuola di tirocinio con corsi di studio per tornitori, aggiustatori meccanici, falegnami ed ebanisti.
Nel 1927 vennero istituiti due corsi di Aeronautica, uno per motoristi e un altro per montatori di aeroplani e, dal 1928, si aggiunsero anche i corsi per telegrafisti e i corsi serali per le maestranze.
Nel 1933 la scuola cambiò ancora denominazione e divenne Scuola tecnica industriale, comprensiva di una scuola di avviamento e una sezione per tornitori meccanici; nel 1942, ossia durante la guerra, vennero istituiti anche i corsi per analisti chimici, data la crescente domanda proveniente dalle grandi industrie chimiche all'epoca presenti nel territorio locale.